# Orodaliscus angulatulus
Orodaliscus angulatulus är en skalbaggsart som beskrevs av Schmidt 1916. Orodaliscus angulatulus ingår i släktet Orodaliscus och familjen Aphodiidae. Inga underarter finns listade i Catalogue of Life.